# アクバル
アクバル（ペルシア語: جلال الدین محمد اکبر اعظم, Jalāl'ud-Dīn Muhammad Akbar Azam, 1542年10月25日 - 1605年10月27日）は、北インド、ムガル帝国の第3代君主（在位：1556年 - 1605年）。アクバル1世（Akbar I）、アクバル大帝（اکبر کبیر , Akbar-e kabīr）とも呼ばれる。
アラビア語で「偉大」を意味するアクバルの名にふさわしく、中央アジアからの流入者であった祖父バーブルの立てたムガル朝を真に帝国と呼ばれるにふさわしい国家に発展させた。そのため、マウリヤ朝のアショーカ王に並び称されることもあり、大帝の称号を与えられている。
アクバルは、先述のアショーカ王やスール朝のシェール・シャーとともに最も成功した君主であり、インドの最も偉大な王であり融和の象徴として、現在のインドでも人気が高い。

## 生涯

### 出生から立太子まで

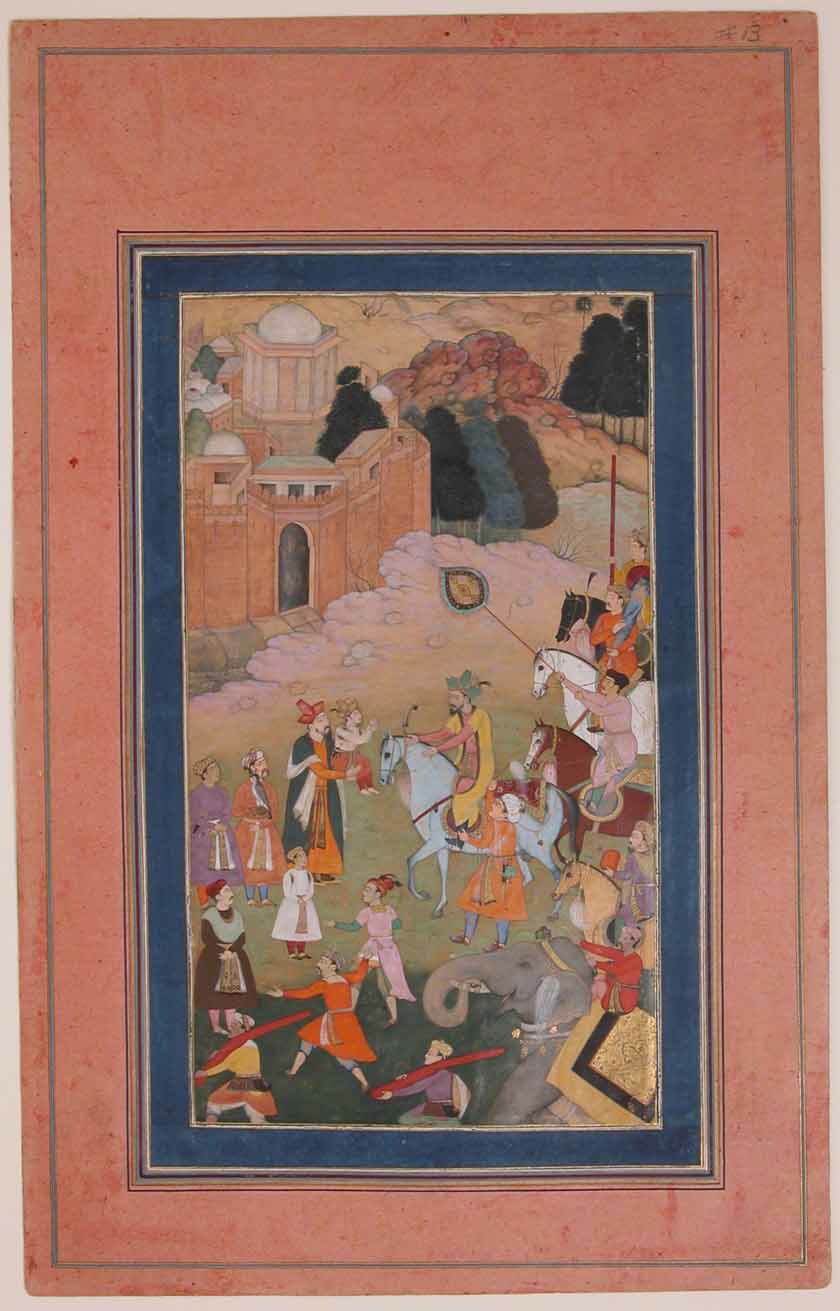
アクバルと父フマーユーン

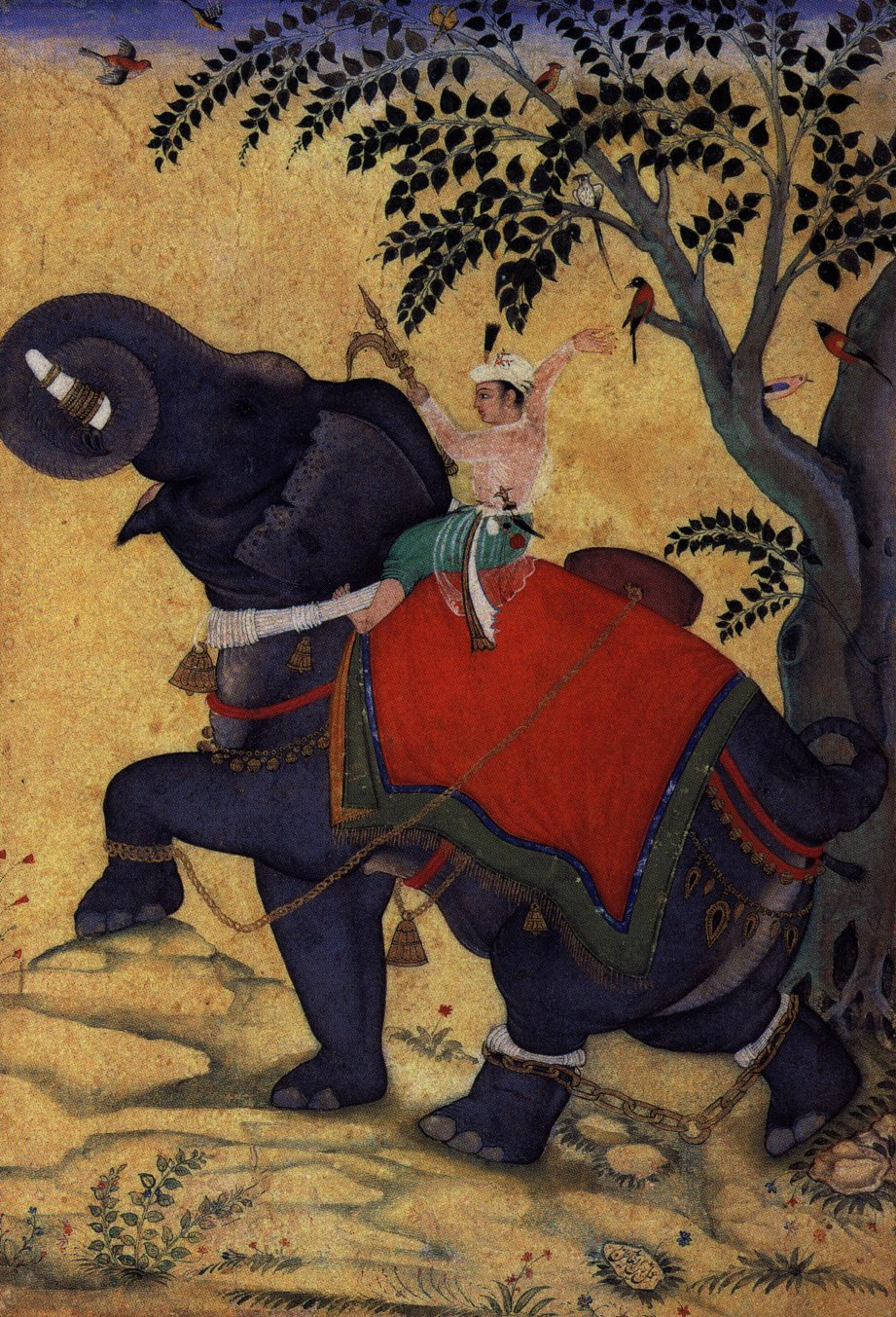
ゾウに乗る幼少期のアクバル

1542年10月15日、アクバルは西インドのシンド地方、ウマルコートのウマルコート城で、ムガル帝国の第2代君主フマーユーンとその妃ハミーダ・バーヌー・ベーグムとの間に生まれた。誕生名はバドルッディーン・ムハンマド・アクバル（Badruddin：満月の意、満月の夜に誕生したため。アクバルの名は外祖父のシャイフ・アクバル・アリー・ジャーミーにちなむ）。
皇子アクバルの幼少期は多難であった。アクバルは父フマーユーンがパシュトゥーン人（アフガン人）でスール朝の創始者シェール・シャーに北インドの帝位を追われて流浪している時に誕生した。また、フマーユーンは帝国を再統一するため、弟カームラーン、アスカリー、ヒンダールと争わねばならず、イランを支配していたサファヴィー朝の庇護を受けることにした。
1543年11月、フマーユーンはサファヴィー朝に亡命するためイスファハーンに向かい、アクバルはカンダハールを統治していた叔父アスカリーのもとに人質に出された。
1544年から1545年の冬、アクバルはカンダハールのアスカリーのもとからカーブルを統治していた叔父カームラーンのもとに移された。
その後、1545年11月15日、フマーユーンがアスカリーを打倒してカーブルに入城すると、アクバルは父と再会した。だが、翌1546年11月にフマーユーンがカーブルを追放されると、アクバルはふたたびカームラーンの人質となった。なお、フマーユーンによるカーブル奪還が行われているさなか、同年10月8日にカームラーンの命令によりカーブル城の城壁に晒し出され、包囲軍の砲撃に会う危機に陥った。このとき、アクバルの姿を見た砲兵隊指揮官のとっさの判断により砲撃が中止され、アクバルは難を免れた。
1547年4月27日、アクバルは叔父カームラーンがカーブルから逃げたのち、父フマーユーンと合流した。また、その年の11月にアクバルは初めて家庭教師の指導を受けた。
だが、1550年前半にカームラーンがカーブルに帰還してくると、アクバルはまたしてもその人質になった。同年後半、フマーユーンがカーブルを奪還し、アクバルは再び父と合流した。
1551年、アクバルは父フマーユーンによりガズニー知事に任命され、翌1555年7月に父がデリーを奪還すると、11月にパンジャーブ太守となった。なお、この間6月に後継者に指名され、スール朝との戦いで戦功のあったバイラム・ハーンが後見人となった。

### 即位と第二次パーニーパットの戦い
翌1556年1月、フマーユーンが図書館の階段から落ちて事故死した。2月14日、アクバルはデリーにおいて13歳の若さで即位した。なお、宰相のバイラム・ハーンが彼の摂政として補佐にあたることとなった。
だが、即位当初、アクバルの統治は不安定そのものであった。シェール・シャーの開いたスール朝などの敵対勢力がデリーの近辺にも残り活発な活動を行っており、その3人の王ムハンマド・アーディル・シャー、イブラーヒーム・シャー、シカンダル・シャーは健在であった。だが、スール朝のヒンドゥー武将ヘームーは彼ら3人よりもさらに危険であった。ヘームーはもともと野菜売りの出であったが、スール朝の軍総司令官・宰相にまで上りつめた人物であった。
フマーユーン死後すぐ、ヘームーは混乱に乗じて挙兵し、デリーとアーグラを占領した。10月にデリーが占領されたとき、アクバルとバイラム・ハーンはパンジャーブ地方でスール朝の残党討伐にあたっていたが、ジャランダルにいた彼らにその知らせが届くと、皇帝の側近である将校には恐怖が走った。軍勢の数は帝国軍2万に対し、ヘームーの軍勢は10万を超していたからだ。
将校らはこの大軍と戦うことは無理があるとし、ひとまずカーブルに引き上げたうえで新たに兵員を増やした後、再びインドを征服することを提案した。だが、アクバルとバイラム・ハーンは今すぐ戦うべきだとし、バイラム・ハーンは何も抵抗せずにデリーを敵に明け渡したタールディー・ベグを処刑したため、退却を主張した将校は黙り、軍は士気を取り戻した。
同年11月5日、アクバル率いる軍勢はデリー北郊のパーニーパットでヘームーの軍と激突した（第二次パーニーパットの戦い）。パーニーパットは起伏が連なる広原地帯であり、1526年にはこの地でアクバルの祖父バーブルがローディー朝を破り、ムガル帝国を創始した歴史的な地でもあった。
両軍の戦力の差は圧倒的で、帝国軍はヘームーの大軍に両翼を包囲され、敗北寸前に陥った。ヘームーが勝利したと思われたとき、象の上に乗って指揮をしていたヘームーが片目を矢で射られて意識を失い、彼の軍は混乱に陥った。
数時間後、ヘームーの大軍は潰走し、ヘームー自身も捕らえられ、アクバルの前に突き出された。バイラム・ハーンはアクバルに（異教徒を自らの手で殺害した者に与えられる）「ガーズィー」の称号を得るため、アクバル自らヘームーを処刑するように促した。だが、アクバルは抵抗できない敵に自ら手を下すことを拒み、バイラム・ハーンにその役目を任せ、自らはその剣に手を添えるにとどめた。こうして、ヘームーは処刑され、第二次パーニーパットの戦いは終結した。

### 宮廷内の対立と帝国の実権掌握

#### バイラム・ハーンの追放

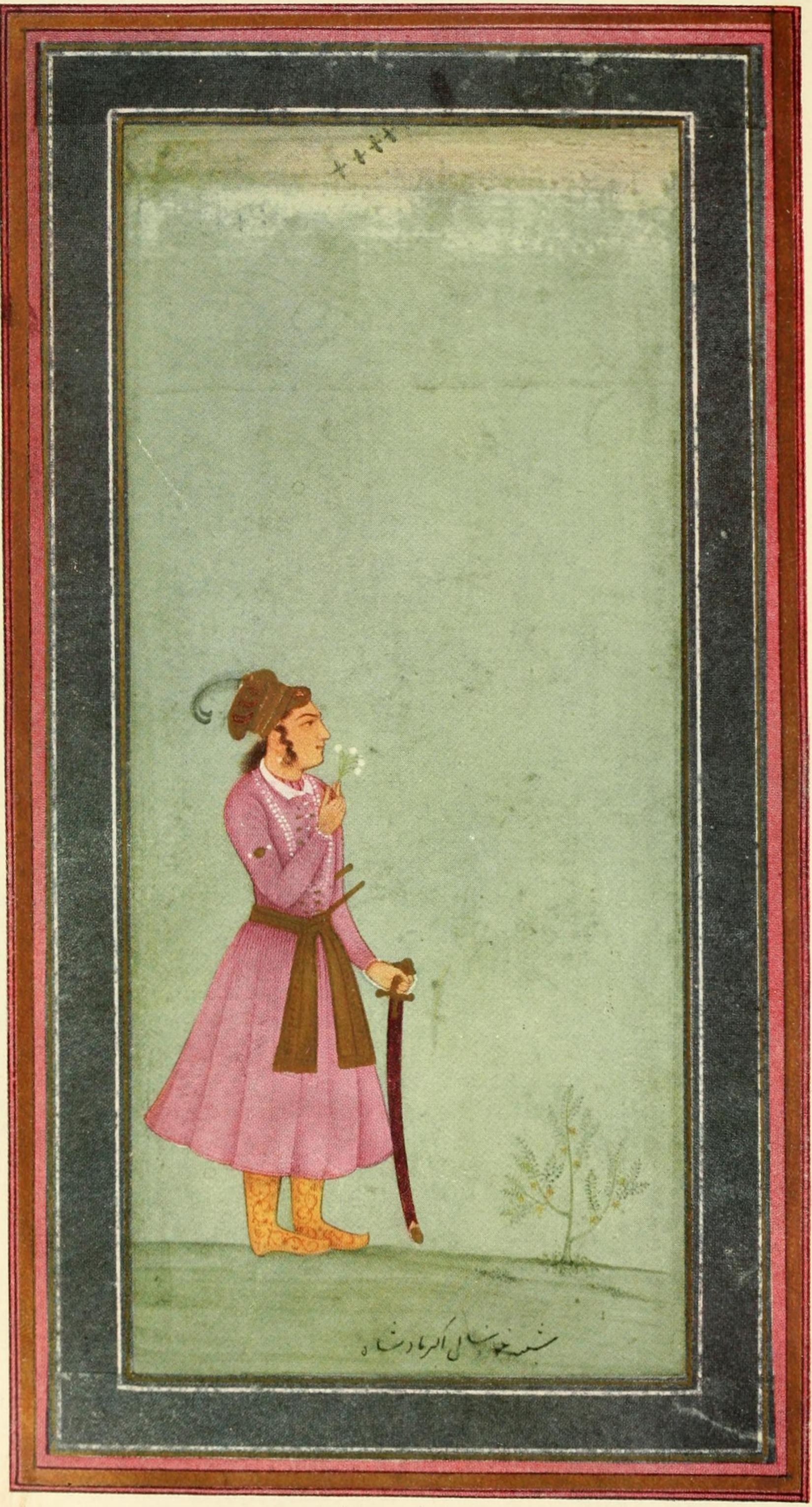
少年時代のアクバル

帝国軍はヘームーの軍を撃破しながら進み、同月7日にアクバルは帝都デリーに入城した。また、アクバルの治世に敬意を払っていたアーグラなどデリー周辺の都市も帝国に帰順した。アクバルの母も状況が安定するとカーブルを出発し、彼女らがパンジャーブに近づくと、アクバルは自ら一日かけて母親を出迎えに行った。それから2年後の1558年には、帝都がデリーからアーグラへと遷都された。
さて、バイラム・ハーンはアクバルの摂政として権勢を誇った。だが、彼はいささか傲慢で権力に対して執着するところもあり、またタールディー・ベグの処刑は後を引いたことも相まって、貴族らは反感を抱いていた。そのうえ、彼が宮廷で大多数を占めるスンナ派ではなくシーア派を信仰しており、自身の彼が支持者やシーア派の者を高官に任じたことは古参の貴族から無視されていると非難を買った。
また、バイラム・ハーンは後宮勢力とも対立していた。それにはアクバルの王室の出費や、アクバルが叔父ヒンダールの娘ルカイヤ・スルターン・ベーグムのみならず、カームラーンの親族の女性とも結婚しようとしたことでアクバルとバイラム・ハーンとの間に面倒なやりとりがあった。後宮の女性の存在はバイラム・ハーンにとっては脅威であった。
そのうえ、アクバルが自身の地位や統治に責任を持つようになると、バイラム・ハーンとの対立が鮮明になった。彼はまたバイラム・ハーンを「バーバー・ハーン」（父なるハーン）
と呼びつつも、皇帝を凌ぐ権力を持つ彼を内心では恐れ、その掣肘を煩わしく思うようになっていた。アクバルは後宮を支配していた母のハミーダ・バーヌー・ベーグム、乳母頭のマーハム・アナガ、その息子アドハム・ハーンという相談相手を得て、バイラム・ハーン失脚の陰謀をひそかに企てた。
こうして、1560年3月、ついにバイラム・ハーンの失脚計画が実行された。アクバルはマーハム・アナガらの知恵を借り、バイラム・ハーンの失脚計画を実行した。まず、アクバルはバイラム・ハーンとともに首都アーグラを離れて狩りに出かけ、マーハム・アナガはデリーにいるアクバルの母が病に倒れたとの嘘の知らせをアクバルに入れた。アクバルは病気見舞いを口実にバイラム・ハーンのもとを離れてデリーに向かい、バイラム・ハーンはアーグラへと戻った。また、ムヌイム・ハーンはマーハム・アナガの要請で、バイラム・ハーンがアクバルの代わりにミールザー・ハキームを利用しないよう、彼を連れてデリーに赴いていた。
だが、計画したのがマーハム・アナガだと分かった場合、彼女はバイラム・ハーンに報復される可能性があった。そこで、彼女はアクバルを一旦デリーの外に出させ、そこからバイラム・ハーンとのやり取りをさせた。こうして、アクバルはバイラム・ハーン解任を宣言する旨の勅令をだし、バイラム・ハーンもこれを了承し、クーデターは成功したのである。
アクバルはバイラム・ハーンに彼は帝国を自身で統治するという旨を伝え、メッカ巡礼を命じて引退を勧告し、バイラム・ハーンもこれに従って巡礼に向かった。だが、バイラム・ハーンは自身の宰相位が部下のバハードゥル・ハーンに与えられたことで屈辱を味わい、さらにはグジャラートに着いたとき自分に恩のある部下ピール・ムハンマド・ハーンが追討に向かってきたと知り、パンジャーブに戻ってついに反乱を起こした。
バイラム・ハーンの反乱は半年の間は続いた。アクバルはアトガ・ハーンを追討に向かわせ、バイラム・ハーンはジャランダルの戦いで敗れ、反乱は鎮圧された。その後、バイラム・ハーンはムヌイム・ハーンに自身の摂政の称号が与えられたことを知り、アクバルに反乱を謝罪し、降伏する旨の文書を送った。
バイラム・ハーンはアトガ・ハーンに捕えられ、アクバルの面前に引き出されたが、アクバルは親切に迎え入れ、自身の私的顧問か地方の太守として働くか、あるいはメッカに巡礼するか再び選択肢を与えた。バイラム・ハーンはメッカ巡礼を選び、グジャラートへと赴いた。
1561年1月31日、バイラム・ハーンはアフマダーバード近郊のパータンでアラビア半島へ出発する手はずを整えていたさなか、彼に個人的な恨みのあるアフガン人によって殺害された。アクバルは彼の死を悼み、その妻サリーマ・スルターン・ベーグムと息子アブドゥル・ラヒーム・ハーンはアクバルに引き取られ、前者はアクバルの妃となり、後者はのちにアクバルの大臣となった。

#### マーハム・アナガの排除
だが、アクバルはバイラム・ハーンを追放してもまだ実権を掌握できなかった。バイラム・ハーン失脚後、その追い落としを計画したアクバルの乳母マーハム・アナガが最高権力者となったからである。
バイラム・ハーンの後任である宰相バハードゥル・ハーンはマーハム・アナガの傀儡でしかなく、政権は彼女の息子アドハム・ハーンやその与党によって組織されていた。ヴィンセント・スミスは彼女の一党で固められた体制を「ペチコート・ガヴァメント」と呼んでいる。

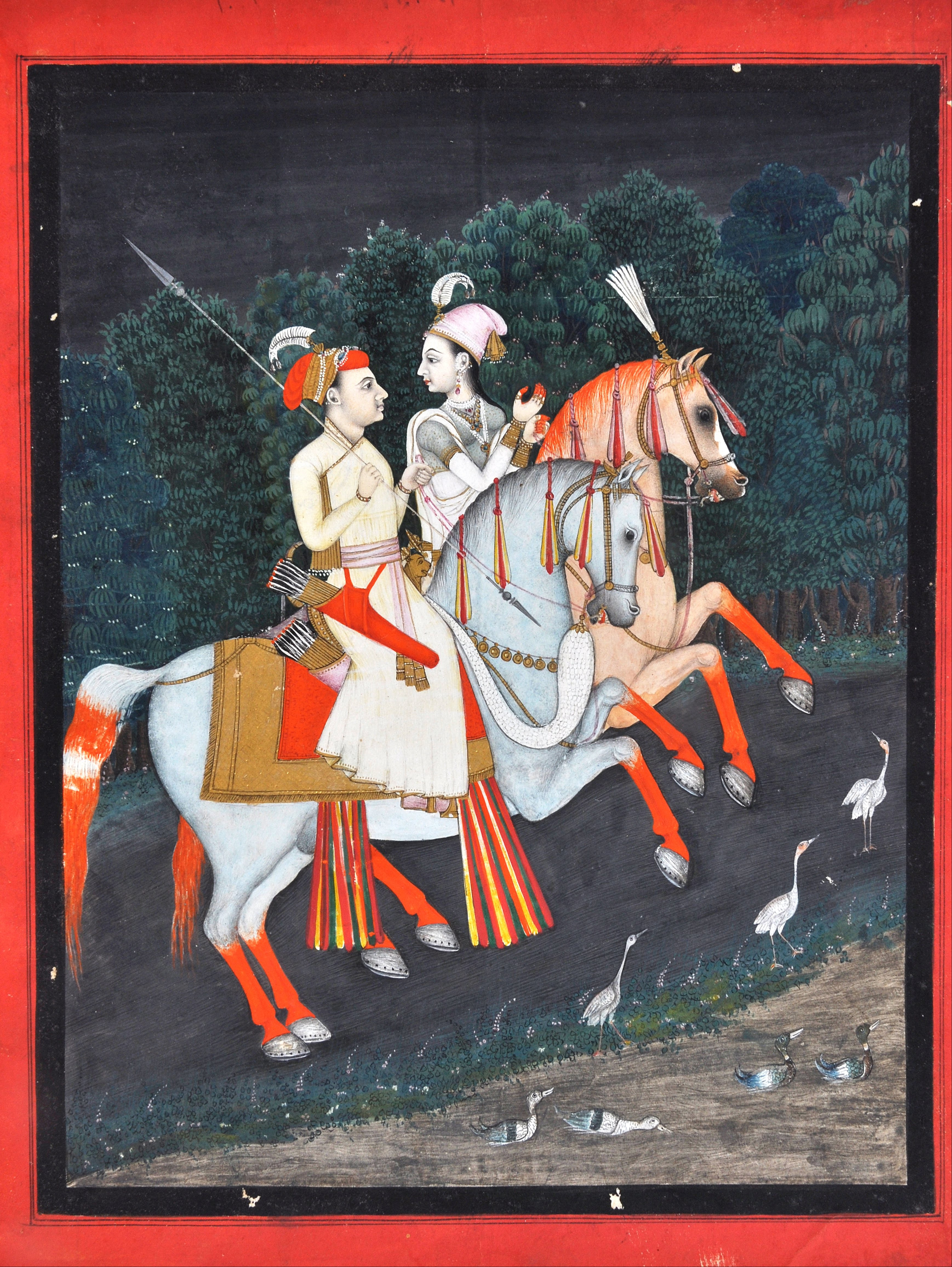
騎乗するバーズ・バハードゥルとループマティー

だが、マーハム・アナガの息子でアクバル乳兄弟たるアドハム・ハーンがその立場を危うくした。1560年にアドハム・ハーンはピール・ムハンマド・ハーンとともにマールワーへと遠征に行き、1561年に同地方を占領した。だが、アドハム・ハーンはマールワーの支配者バーズ・バハードゥルを取り逃がし、その寵妃で才色兼備の詩人としても名高かったループマティーを自死させてしまった。さらに、アドハム・ハーンは君主に戦利品を全て送る慣習を破るという重大な過ちを犯した。アクバルは当然この権利を主張し、自らマールワーに向かいその独善を抑えたため、アドハム・ハーンとの仲は非常に悪くなった。
1561年、ジャウンプルを統治していたウズベク人貴族ハーン・ザマーンが叛意を示したため、アクバルは東方に軍を進めて一時的ではあったものの、これを服従させた。同年末、アクバルはマーハム・アナガ子飼いの宰相バハードゥル・ハーンを罷免し、アトガ・ハーンを宰相に任命した。先帝フマーユーン以来の重臣である彼はマーハム・アナガ一派に対抗しうる存在で、彼の妻ジージー・アナガもアクバルの乳母だったため、アクバルから彼は「養父」と呼ばれていた。
一方、4月にマーハム・アナガの派閥は振るわず、アドハム・ハーン帰還後もマールワー遠征を行っていたピール・ムハンマド・ハーンが川で溺れて死亡してしまった。
また、重臣ムヌイム・ハーンはアトガ・ハーンとの対立から、アドハム・ハーンにその暗殺を唆していた。調子に乗りやすかったアドハム・ハーンはムヌイム・ハーンに唆され、彼自身もアトガ・ハーンが宰相であることが気にくわなかったため、その暗殺を計画した。

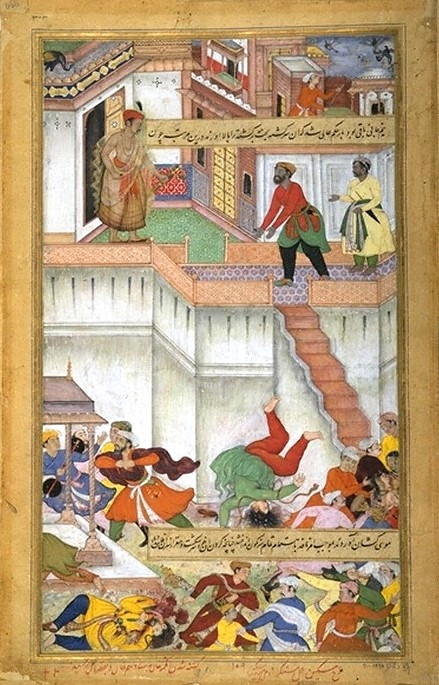
処刑されるアドハム・ハーン

1562年5月16日、アドハム・ハーンは大勢の部下を連れ、アーグラ城の公謁殿で会合をしていたアトガ・ハーンを短剣で刺し殺してしまった。このとき、アクバルは寝殿で睡眠中だったが、騒ぎで目をさまし、事態を察して公謁殿へと向かった。一方、アドハム・ハーンは公謁殿を後にして後宮の前で中に入れるよう訴えていたが、テラスでアクバルと遭遇してしまった。アクバルは「よくも私の養父を殺したな」と言い、膝を屈したアドハム・ハーンは殴られて床にたたきつけられた。それから、アドハム・ハーンは脳髄が流れ出るようテラスから逆さにして2度にわたり放り投げられ、あえなく絶命した。
マーハム・アナガはこのときデリーにいたが、アドハム・ハーンの処刑を聞いてすぐさまアーグラへと駆けつけた。彼女はアクバルと面会すると、アクバルは自ら丁寧に事の次第をすべて話した。彼女はただ「陛下はよくなさいました」と言い、そのショックから立ち直れずに40日後に死亡した。
ムヌイム・ハーンはアーグラから逃げたものの捕えられ、アーグラに連行された。アクバルは彼を赦してその称号も回復させたが、その権力はすべて奪い単なる一武将とした。

### 皇帝権の確立
こうして、アクバルはようやく帝国の実権を握ることが出来た。マーハム・アナガの排除後、皇帝の権限は格段に強化された。
アクバルは宰相職の大権を見直し、財務長官、観察長官、管財長官、司法長官の四長官体制を強いて宰相に集中した権限を4分割し、宰相を常設の官から外して名目的なものとした。アクバルはこれにより、名実ともに実権を握ると、さまざまな出自から自身の信頼できる人材を登用して権力と軍事力を高め、自ら帝国の勢力の拡大に乗り出した。
だが、アクバルは後述のウズベクの反乱鎮圧やラージプートとの同盟関係構築などを行い、皇帝権を確立する努力を継続し続けた。

### 大帝国の建設

#### ラージプートとの同盟

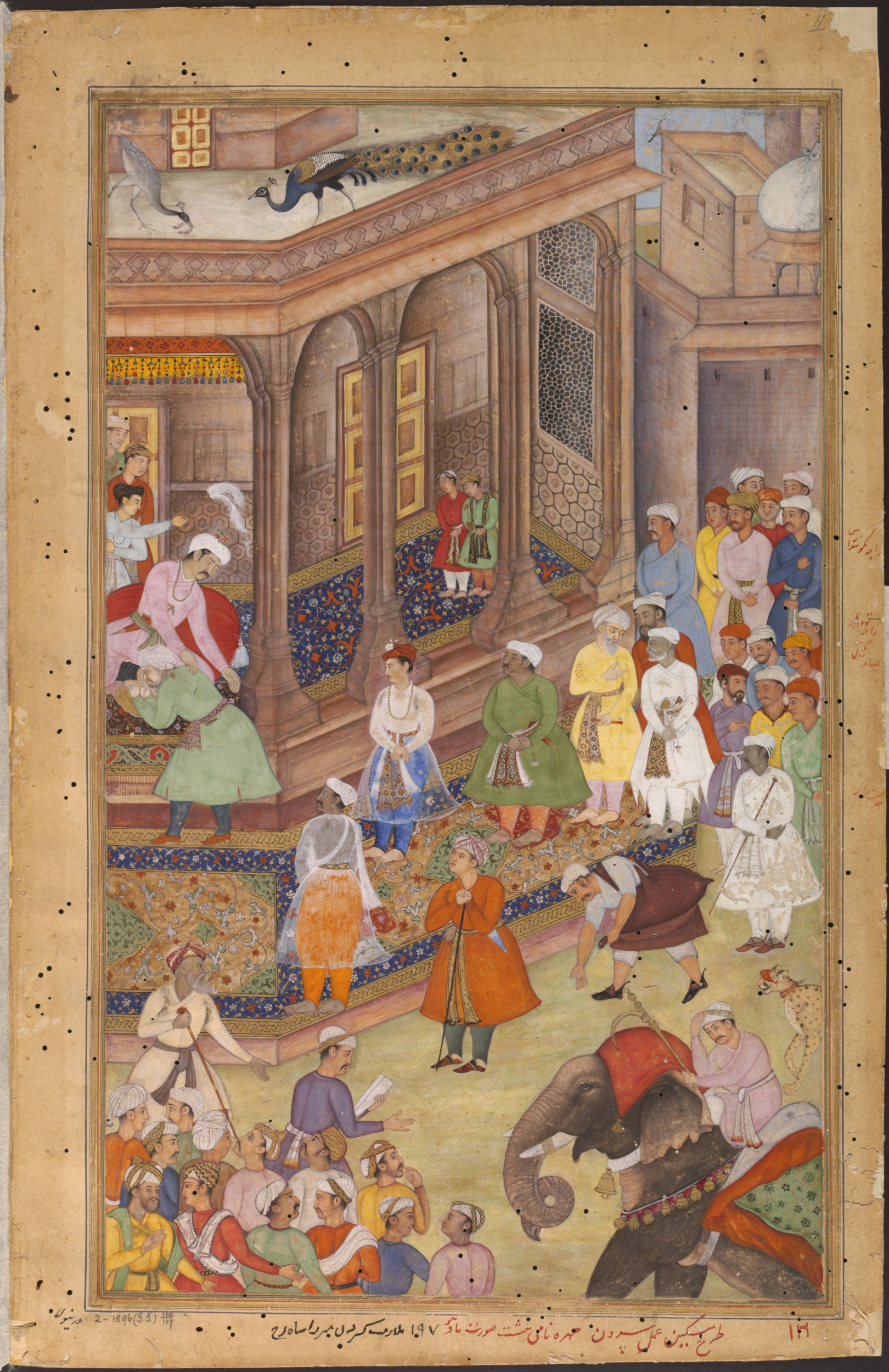
ラージプートの王らと面会するアクバル

実権掌握後、アクバルはヒンドゥー教徒である北インドの土着勢力ラージプートとの同盟関係の構築を本格的に行った。ラージプートはアクバルが帝権を強化する上でも重要な存在であった。
すでに実権掌握前の1562年1月には、アンベール王国の君主ビハーリー・マルの娘と結婚し、アンベール王国と同盟が結ばれていた。また、彼のこれは実権掌握前の皇帝にとっては強力な支持者となり、マーハム・アナガに対する牽制ともなった。
1564年、ウズベク人貴族が反乱を起こした後、アクバルはそれまでのウズベク人とペルシア人からなっていた貴族層に頼らず、インド出身の貴族を新たに登用する必要性を確信した。それらはインド出身のムスリムとラージプートであった。
アクバルはラージプートとの同盟を特に重視し、彼らの娘を娶っていくことで次々と彼らを貴族に加えた。この政策により、1580年までに貴族の構成はペルシア人貴族が47人、ウズベク人貴族が48人、ラージプート貴族が43人となっていた。
このように、アクバルはラージプートとは基本的に融和的な態度をとり、大部分のラージプートを味方に付けることに成功した。ラージプートの貴族らは帝国に自身の王国の管理を委譲し、帝国の行政官に徴税を任せたため、事実上ラージプートの領土は帝国の領土となった。また、ラージプートはそれと引き換えに帝国から俸禄の支払いを受け、帝国と結びつくことで名誉と権威が得られた。

#### ゴンドワナの征服・ウズベクの反乱鎮圧

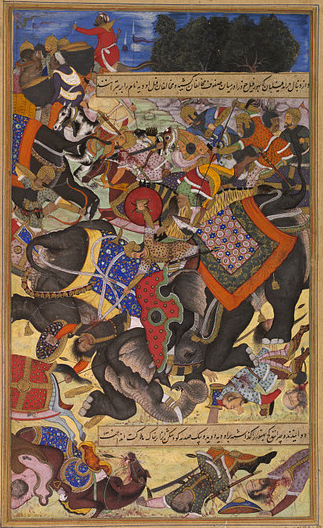
ウズベク人貴族の反乱における象の激突（ジャウンプル）

1564年、アクバルは横暴的だったフワージャ・ムアッザムを処刑したのち、ゴンドワナ地方を征服するために軍勢を派遣した。この地方の征服は順調に進んだものの、ゴンドワナ太守のアーサフ・ハーンはこの地域に半独立的な権力を打ち立て、2万にも上る巨大な兵力を養うようになった。アクバルはこの地方が帝国の東南隅にあったため、これに介入しなかった。
だが、同年7月にマールワー太守に任命されていたアブドゥッラー・ハーンが反乱を起こした。帝国ではウズベク人は皇帝の家臣であったが、ティムール朝を滅ぼしたのも、祖父バーブルをサマルカンドから追いやったのもまたウズベク人であった。アクバルは自ら反乱の鎮圧に向かい、これにグジャラートに敗走させている。
1565年、ウズベク人の貴族ハーン・ザマーンとその弟バハードゥル・ハーンらの帝国東部で反乱を起こした。バハードゥル・ハーンは宰相解任後、ジャウンプルの任地にいた兄のハーン・ザマーンと合流していた。反乱の理由は互いの勢力圏の係争であり、アクバルの帝権は安定しなかった。このウズベク兄弟の反乱を機に、アクバルは帝国東部の統治を盤石にすることを決心し、みずからジャウンプルに向かった。
だが、ムヌイム・ハーンが間に入ったため決戦は回避され、両軍の間で和約が結ばれた。また、このとき帝国の権臣や大ジャーギールダールらの間でも二派に分かれていた。ゴンドワナ太守のアーサフ・ハーンは招集に応じてアクバルの陣営に赴いたが、戦利財宝を私蔵した罪を追及されるのを恐れた彼はハーン・ザマーンに保護を求めている。この一時的な和解はアクバルがハーン・ザマーンを倒す実力を保持していないことを意味していた。
帝都に戻ったアクバルは軍の指揮権や統制権などを強化するなど改革を行い、中央政府の強化に反発する東方のハーン・ザマーンら半独立勢力は恐れを抱き、1556年に反乱を再び起こした。この反乱はアクバルの帝権に反発する者たちが一大連合の性格を帯び、アフガニスタンを統治していた皇弟ミールザー・ハキームにインド侵略を持ちかけるなどして連携を取っていた。
アフガニスタンを統治していたミールザー・ハキームはパンジャーブに侵入してきたが、
アクバルはこれを撃退した。その後すぐ、ドアーブ地方で別の皇族ら数名の反乱が起きたがアクバルはこれを破り、彼らはハーン・ザマーンとも折り合いがつかなくなり、流浪の末に各個撃破された。皇帝権力の上昇は皇族らの立場に変化をもたらし、臣従か反逆かの選択を余儀なくさせていた。
まもなく、ゴンドワナ太守アーサフ・アハーンが帰順すると、アクバルはウズベク兄弟の討伐に本腰を入れ、1567年に自らウズベク兄弟にいるマーニクプルを攻撃した。帝国軍は激流を渡ってハーン・ザマーンを襲って殺害し、バハードゥル・ハーンも捕えて処刑した。帝国軍はアラーハーバードやヴァーラーナシーにまで示威を行い、アワド地方一帯にその威令が行き届いた。
ここにウズベクの反乱は鎮圧されたが、アクバルの行った戦後処理は比較的緩やかなものであった。その例として、叛将の一人イスカンダル・ハーンは罪を免れ、もとのままのジャーギールを保証されている。また、ハーン・ザマーンのジャーギールはすべてムヌイム・ハーンに与えられ、彼はジャウンプルの太守となった。

#### メーワール王国との戦い

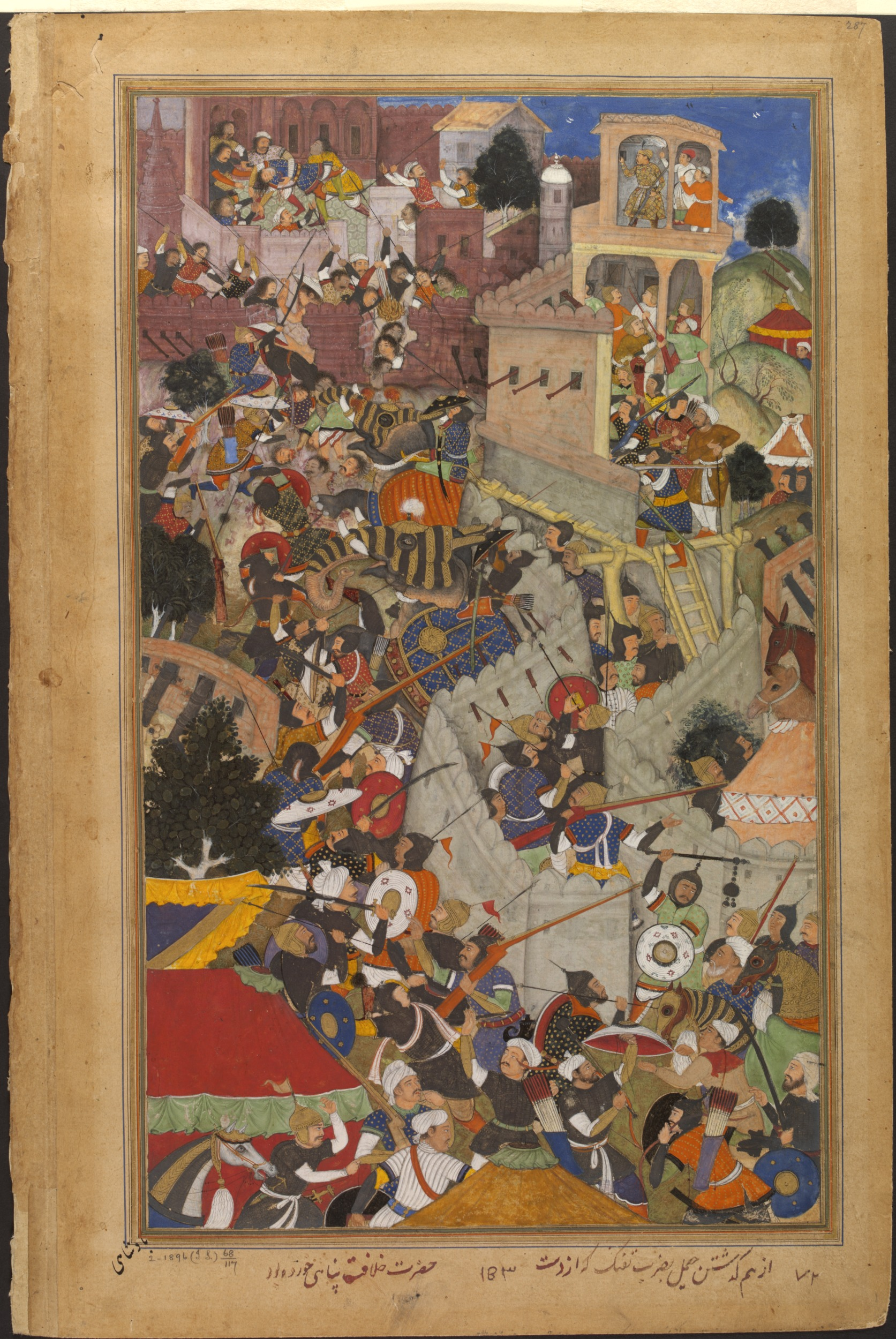
チットールガルを攻撃するアクバル

さて、先述したようにアクバルはほとんどのラージプートとの間に同盟関係を構築することに成功していたが、一部のラージプートは服属を拒否していた。メーワール王国とブーンディー王国である。ことにメーワール王国はラージプート諸王国の中で最も高い家柄、
ラージプート諸族の宗室を自負していたため、服属させることは容易ではなかったデリー・スルターン朝時代も幾人かの王が攻撃したが、結局のところ服属させることはできなかった。
そのため、1567年10月にアクバルはメーワール王国の首都チットールガルを包囲し、これに猛攻を加えた（チットールガル包囲戦）。なお、この包囲には先に服属したアンベール王国の王子バグワント・ダースも作戦参謀として加わっていた。
数か月にわたる猛攻の末、1568年2月にチットールガルは陥落した。同年4月、アクバルはアーグラへと帰還した。
1569年3月、今度はブーンディー王国の君主スルジャン・シングが籠城するランタンボール城を包囲し、数日砲撃を加えたのち、ブーンディー側から和解の申し入れがあった。ブーンディー王国はメーワール王国の封臣であったが、バグワーン・ダースとその息子マーン・シングは帝国に付くよう説得するためにスルジャン・シングと会見した。アクバルはこのとき彼らの従者の一人に紛れていたが、それが発見されても驚かずに交渉に加わり、講和が成立した。
だが、メーワール王国との戦いは依然として続くこととなった。メーワール王ウダイ・シング2世はチットールガルが陥落する前にすでに逃げており、彼は自身の名を冠した都市ウダイプルに遷都して帝国に対抗しようとした。
1572年にウダイ・シング2世が死ぬと、その息子プラタープ・シングが王位を継承し、ムガル帝国に抵抗した。彼はメーワール王国の領土の大半を回復したが、首都チットールガルを取り戻すことはできず、15年に死亡した。
その後、プラタープ・シングの息子アマル・シングが王位を継承して抵抗を続け、アクバル死後の1614年2月になってようやく講和が成立した。

#### マールワーの獲得
1562年、ピール・ムハンマド・ハーンの溺死により喪失したマールワー地方を回復するため、第二次マールワー遠征軍が派遣された。指揮官はアブドゥッラー・ハーン・ウズベクであったが、指揮官が占領地に定着して中央の統制から離れることを恐れ、「皇室直轄領を確定するため」にシハーブッディーン・アフマド・ハーンなど多数の監督官を遠征軍に配属させた。
アクバルがマールワー地方の獲得にここまで重視した理由としては、当時帝国東部でハーン・ザマーンが半独立的な立場でいたこと、またジャーギールダールらを結集していたことがあげられる。石井保昭は「南方のマールワーをしっかり皇帝の手に確保することは戦略上重要であった」と述べている。
ピール・ムハンマド・ハーンの水死後、マールワーはまたしてもバーズ・バハードゥルの支配下に入っていた。帝国軍は戦闘を行ったが、1564年にはアブドゥッラー・ハーンが反乱を起こすなどしたため、遠征は長期のものとなった。
1570年、アクバルはバーズ・バハードゥルに帰順を誘い、彼は帝国に帰順を申し入れ、マールワー地方は帝国の一州になった。

#### グジャラートの征服

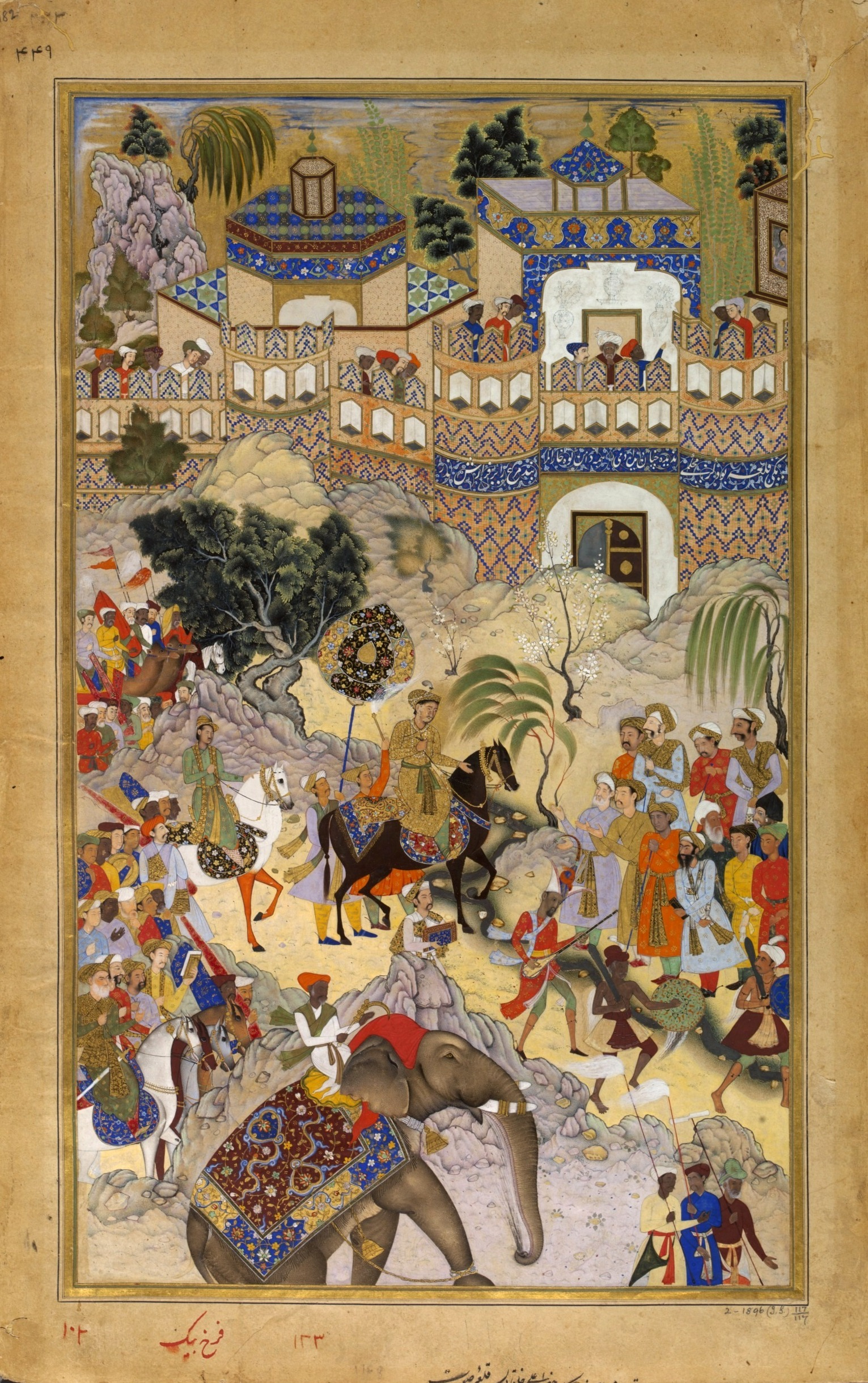
スーラトに到着したアクバル

アクバルはラージャスターンとマールワーを平定したのち、グジャラート征服へと目指した。アラビア海に面したグジャラート地方は海外交易の拠点都市が多数あったばかりか、メッカ巡礼の出発地点でもあり、帝国の発展には欠かせない地域でもあった。1571年、アクバルはグジャラート征服のため、アーグラからファテープル・シークリー移った。
アクバルの治世下、グジャラート地方を支配していたのはグジャラート・スルターン朝（アフマド・シャーヒー朝）であった。このグジャラート・スルターン朝は父帝フマーユーンも戦闘を交えた相手であったが、征服はできずにいた。だが、グジャラート・スルターン朝は混乱状態にあり、大ジャーギールダール（有力者）のイティマード・ハーンは政敵と争うため、アクバルに支援を求めて介入するよう促した。
1572年7月、アクバルはグジャラートへ出陣し、11月にグジャラート・スルターン朝の首都アフマダーバードに入城した。このとき、彼はイティマード・ハーンをはじめとして帰順してきた者らを厚遇した。
アクバルはその後もグジャラート征服を進め、12月グジャラートの港市カンバート（カンベイ）を制圧した。このとき、彼は船をカンベイ湾に浮かべて海を見たが、そのころにポルトガル商人らが皇帝の軍営にあいさつにやって来た>。
翌1573年2月、アクバルは港市スーラトを包囲し、制圧した。この包囲のさなか、ポルトガルのゴア副王から使節が送られ、アクバルに敬礼して贈物を捧げていた。
6月、アクバルは首都ファテープル・シークリーに帰還して凱旋した。だが、間もなく反乱が起きたため、8月に再びアクバル自ら選りすぐりの精鋭を率いて首都を出た。このときの遠征軍はインド屈指の強行軍として知られ、一日平均80キロで進軍し、わずか11日でアフマダーバードを制圧した。
アクバルは首都に帰還し、その際に腹心のトーダル・マルを首都から呼び出して戦後処理にあたらせた。トーダル・マルは半年の間、現地で行政の指導にあたらせたが、このとき得た経験はその後の帝国制度における行政改革に生かされた。
グジャラートの征服は帝国にとって重要なものであった。この征服により、帝国は西方に領土を拡張したのみならず、港市スーラトなどの西方諸港を通して行う海洋諸国との貿易
を行うことが出来るようになり、その関税収入は莫大なものであった。

#### ベンガル・オリッサの征服
グジャラート征服後、アクバルはベンガル地方に目を付けた。このガンジス川一帯に広がる地域もまた、グジャラート地方と同じく重要な地域であった。
ベンガル地方はベンガル・スルターン朝によって統治されており、王朝のアフガン系君主らは帝国に面排服従の態度をとっていた。だが、1572年にダーウード・ハーン・カララーニーが君主となると、彼は金曜礼拝の説教を皇帝ではなく自身の名で唱えさせ、独立君主であるかのように振る舞っていた。
1574年8月、アクバルは急遽自ら遠征してムヌイム・ハーンの軍勢とも合流し、パトナを占拠し、ダーウード・ハーンを追放した。彼はトーダル・マルを副将としてムヌイム・ハーンに付け、イティマード・ハーンやラシュカル・ハーンといった官僚も中央から派遣して督戦にあたらせた。
これにより、アクバルは監察らを通してベンガル遠征軍の状況を知りえることが出来た。彼らは皇帝の大輪のような役割を果たし、1575年4月にムヌイム・ハーンがダーウード・ハーンと和議を結んだ際には、トーダル・マルは皇帝の意志を代弁する形で交換文書に署名を拒否した。
同年10月、ムヌイム・ハーンがベンガル遠征のさなかに死亡した。アクバルは後任の太守にハーン・ジャハーンを任命し、ビハール太守ムザッファル・ハーンと協力して遠征を継続した。
1576年7月、アクバルは新たに大規模な遠征軍を派遣し、ガンジス川西岸のラージマハルでダーウード・ハーンを敗死させ、ベンガル地方を併合した。
一方、ベンガル地方の南西に続くオリッサ地方はクルダー王国やアフガン勢力が割拠していたが、ビハール州太守マーン・シングにより1592年4月までに併合された。

#### 北西地方の征服

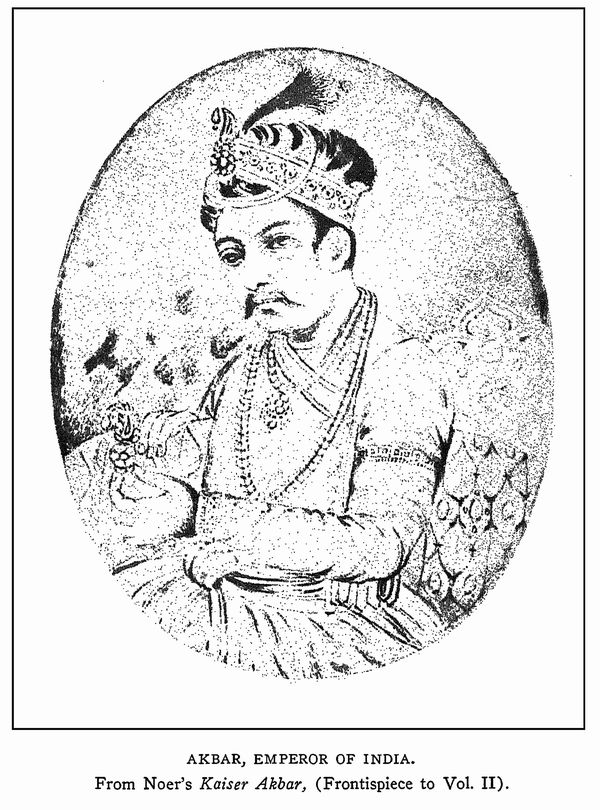
アクバル

カーブルを中心としたアフガニスタンは中央アジアのウズベク勢力やイランのサファヴィー朝に対する前線地帯であり、グジャラートやベンガルとは違った意味で重要な地域であった。この地域はアクバルの弟でカーブル太守ミールザー・ハキームが支配していたが、彼はウズベク兄弟の反乱にも参加するなど中央に反抗的であった。
1580年から1581年にかけて、ミールザー・ハキームの乳兄弟マースーム・ハーン・カーブリーがベンガル・ビハール地方で大規模な反乱を起こした。ミールザー・ハキームもこれに同調し、帝国を東西から挟撃しようと共謀した。
ベンガル・ビハールの反乱はアクバル最大の危機でもあり、王座が揺さぶられるほどの出来事であった。この反乱の原因は中央政府の行政改革の強行や、1579年にベンガル太守となったムザッファル・ハーンと中央から派遣された官僚との関係悪化、それによる政務の停滞などがあげられる。
アクバルはトーダル・マルを派遣し鎮圧にあたらせ、ベンガル太守ムザッファル・ハーンを問責する命令を発し反乱を押さえようとした。だが、宮廷内でも彼らへの内通者が続々と発覚したうえ、反乱はついにパトナにまで及んだ。
1580年4月、ターンダーに退いた太守ムザッファル・ハーンは殺害され、鎮圧を指揮していたトーダル・マルがモンギールで長期にわたり籠城を強いられたこともあった。
1580年12月、ミールザー・ハキームの武将がパンジャーブに侵入したが、これは直ちに撃退された。だが、今度はミールザー・ハキーム自らが15000騎を率いて侵入してきた。アクバルはこれに断固とした態度を取り、1581年2月に大軍を率いてアフガニスタンへ遠征を行い、カーブルへと向かった。軍には8か月分の給料が払われ、その総兵力は5万人、象5000頭であった。
8月、アクバルはミールザー・ハキームをヒンドゥークシュ山脈に敗走させ、カーブルへと入城した。その後、後任のカーブル太守に妹のバフトゥンニサー・ベーグムを任じた。
一方、ベンガル・ビハールの反乱では苦戦が続いていた。だが、アクバルのカーブル入城からほどなくして鎮圧された。
1585年、ミールザー・ハキームが死亡すると、ウズベク系シャイバーニー朝ブハラ・ハーン国がカーブルに対してさらに圧力をかけるようになった。その君主アブドゥッラー・ハーン2世はアフガン系部族の協力のもと、バダフシャーンを制圧していた。アクバルはこれを見て、首都をファテープル・シークリーからラホールに移し、カーブルを帝国直轄地化した。
また、アクバルはアブドゥッラー・ハーン2世と協定を結んだのち、アフガン系部族、特にユースフザイ族の鎮圧に取り組んだ。このユースフザイ族は強力であり、1586年にはアクバルの腹心ビールバルが殺害されるなど苦戦を強いられるなどしたが、最終的に諸部族を支配下に置いた。この戦いにより、カイバル峠から中央アジア・西アジアに抜ける交易路が確保できた。
また、同じ1586年にアクバルはカシミール・スルターン朝も滅ぼし、1589年までにカシミール地方の征服も完了した。1591年にシンド地方も同様に制圧し、1593年にはシンド地方の君主がラホールに赴いて、アクバルに臣従の誓いを立てている。こうして、ヒマラヤ山系の要衝カシミール、インダス川下流域のシンド地方がムガル帝国の領土に加えられた。
1598年、アブドゥッラー・ハーン2世が死亡し、北西方面におけるウズベクの脅威が減少した。アクバルは北西方面における安泰を確保すると、アーグラへと帰還した。

## 内政

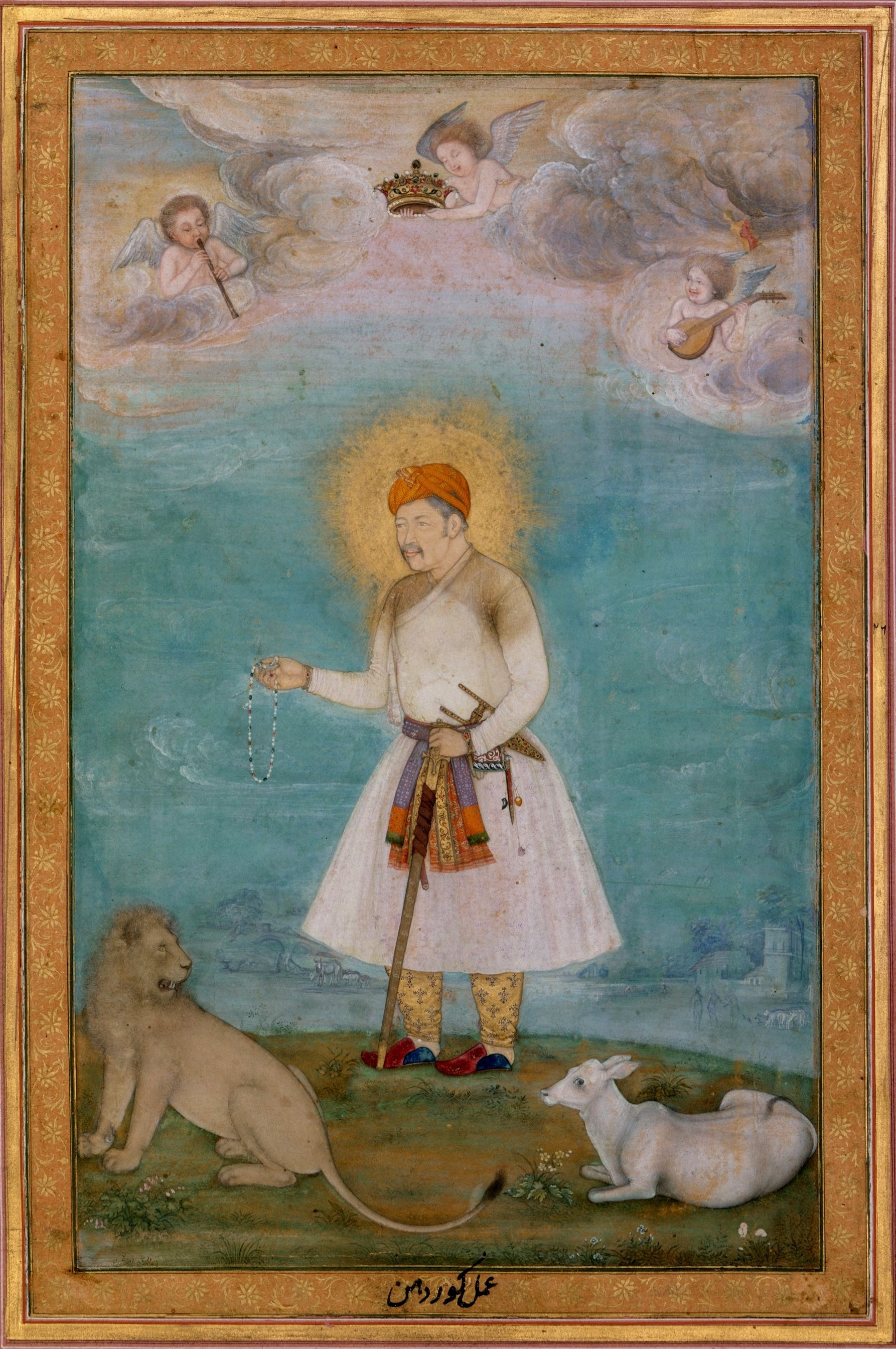
アクバル

こうして広大な版図に多くの非ムスリムを抱えるようになった帝国を支えるため、アクバルはムガル帝国の制度の確立に乗り出し、イスラーム法上異教徒に対して課されていたジズヤ（人頭税）を廃止するなど税制を改革した。
また、軍人や官僚に、平時から準備していることを義務付けた兵馬の数に応じた位階（マンサブ）を与えて官僚機構を序列化するとともに安定した軍事力を確保するマンサブダーリー制を導入した。1579年よりこのような一連の改革に反対する動きから大規模な反乱が起こるが、数年でこれが鎮圧されると、ムガル帝国の支配はかえって安定に向かっていった。
税制の面では、スール朝のシェール・シャーが導入した税制を踏襲した上でさらに改良したザブト制を施行した。これは生産能力に応じて土地を4つの等級に分け、その上で、平均生産高を算出してその3分の1から5分の1を税として銭納させるものであった。銭納であったため、生産者は市場に作物を販売せざるを得ず、これにより流通が盛んになり、また生産力の増大を推進することとなった。
アクバル自身は統治に対してとても責任感を抱いており、それをあらわすいくつかの言葉を残している。
| 「 | 「君主のもっとも崇高な資質は、過ちを許すことである」 | 」 |

## 宗教
アクバルは帝国の統治において、かなり宗教的な融和を重視した君主であった。宗教的には中央アジア系・イラン系のムスリムのみならず、土着のムスリムやヒンドゥー教徒が数多い帝国の君主として、アクバルはイスラーム教のみならず、ポルトガル人がインドで宣教するキリスト教に至るまで、多様な宗教に対して関心を寄せていたといわれる。
とくに神秘主義から強い影響を受けつつ諸宗教を総合的に尊重した彼自身の宗教姿勢は、アクバルの側近アブル・ファズルがアクバルの命によって執筆した年代記『アクバル・ナーマ』に「ディーニ・イラーヒー」（「神の宗教」の意）という名前で書き残されている。
なお、ディーニ・イラーヒーとはアクバルの創始した新宗教であったとする説が非常によく知られている。だが、史料的な裏づけがなく、現在ではほとんど否定されている。

## 建築

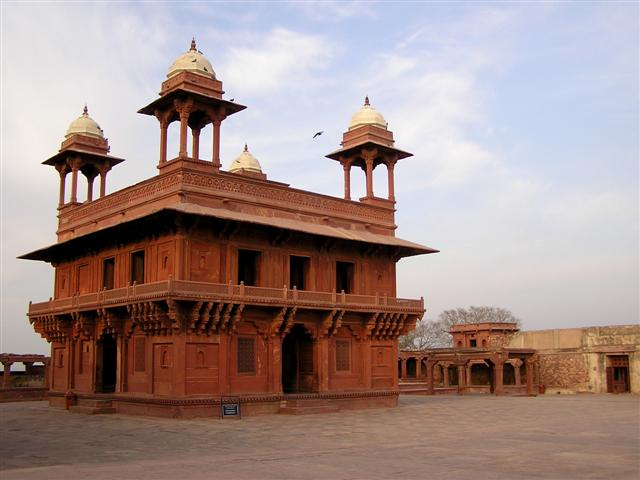
ファテープル・シークリーのディーワーニ・ハース

アクバルは建設事業を盛んに行った。治世の初期につくられた建造物ではデリーにある父フマーユーンの霊廟（フマーユーン廟）が名高い。1571年まで帝国の宮殿はデリーと並ぶ北インドの首府であるアーグラに置かれていたが、アクバルは15世紀にローディー朝によって建設された旧城砦を1565年に赤砂岩で築かれたアーグラ城塞に改修し、この城市には「アクバルの町」を意味するアクバラーバードの名が与えられた。
また、1569年には帰依するチシュティー教団の神秘主義者（スーフィー）の影響を受けてアーグラの近郊に周囲11kmに及ぶ市域をもった新都、ファテープル・シークリー（「勝利の都」）の建設を始め、1574年から1584年までの10年間にわたって居城とした。
しかしファテープル・シークリーは水利が悪く、1584年に首都がラホールに移されると放棄された。1598年までアクバルの都であったラホールの城砦もアクバルの造営になるものを基礎としている。1598年以降は、帝国の首都は再びアーグラへと移った。

## 文化

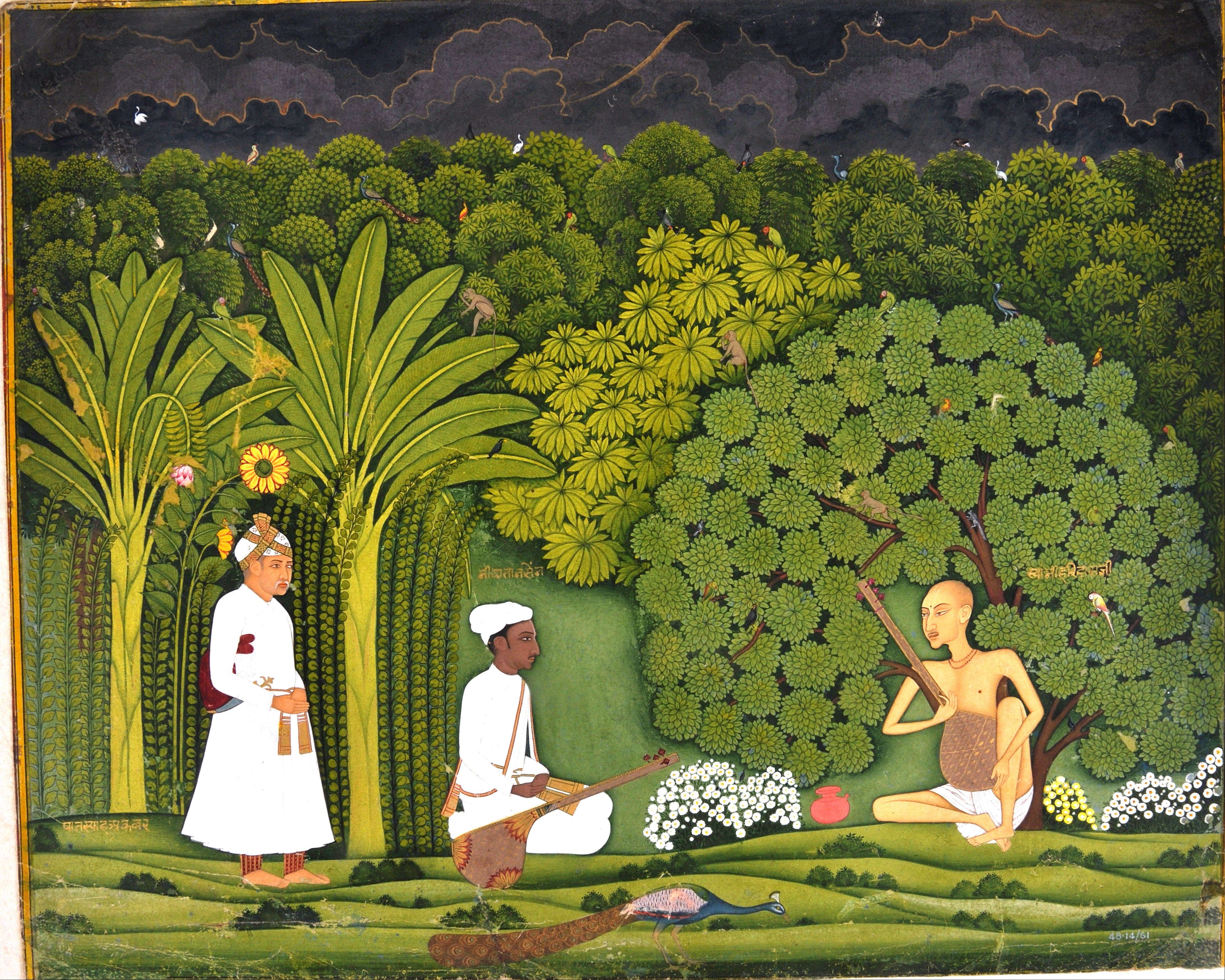
アクバルとターンセーン

父の流浪生活の最中に生まれ、中央アジア出身の武人に囲まれて育ったため、幼少時に文字を学んだ経験がなく無学であったが、サファヴィー朝の宮廷で絵の手ほどきをうけたこともあり、芸術を愛好し学問を保護した。アブル・ファズルを始め側近には優れた文化人が集い、サンスクリットからペルシア語への翻訳事業も行われた。
また、アクバルは画家を優遇して絵画にも力を入れ、アクバルの時期からムガル絵画が最盛期を迎えていくこととなった。また、音楽も奨励し、ヒンドゥスターニー音楽の大音楽家ミーヤーン・ターンセーンを宮廷に招いた。ターンセーンの音楽は、20世紀にいたるまでヒンドゥスターニー音楽の正統となり、その後の音楽に多大な影響を与えた。

## 晩年

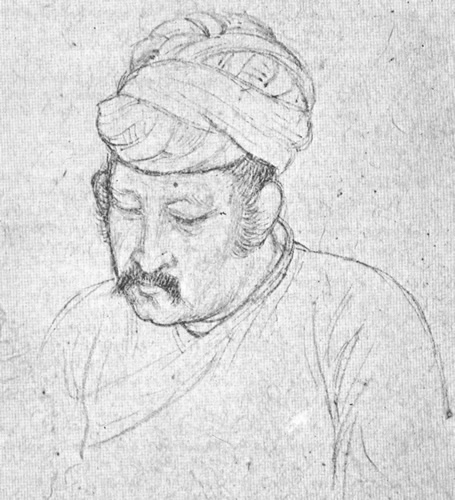
晩年のアクバル

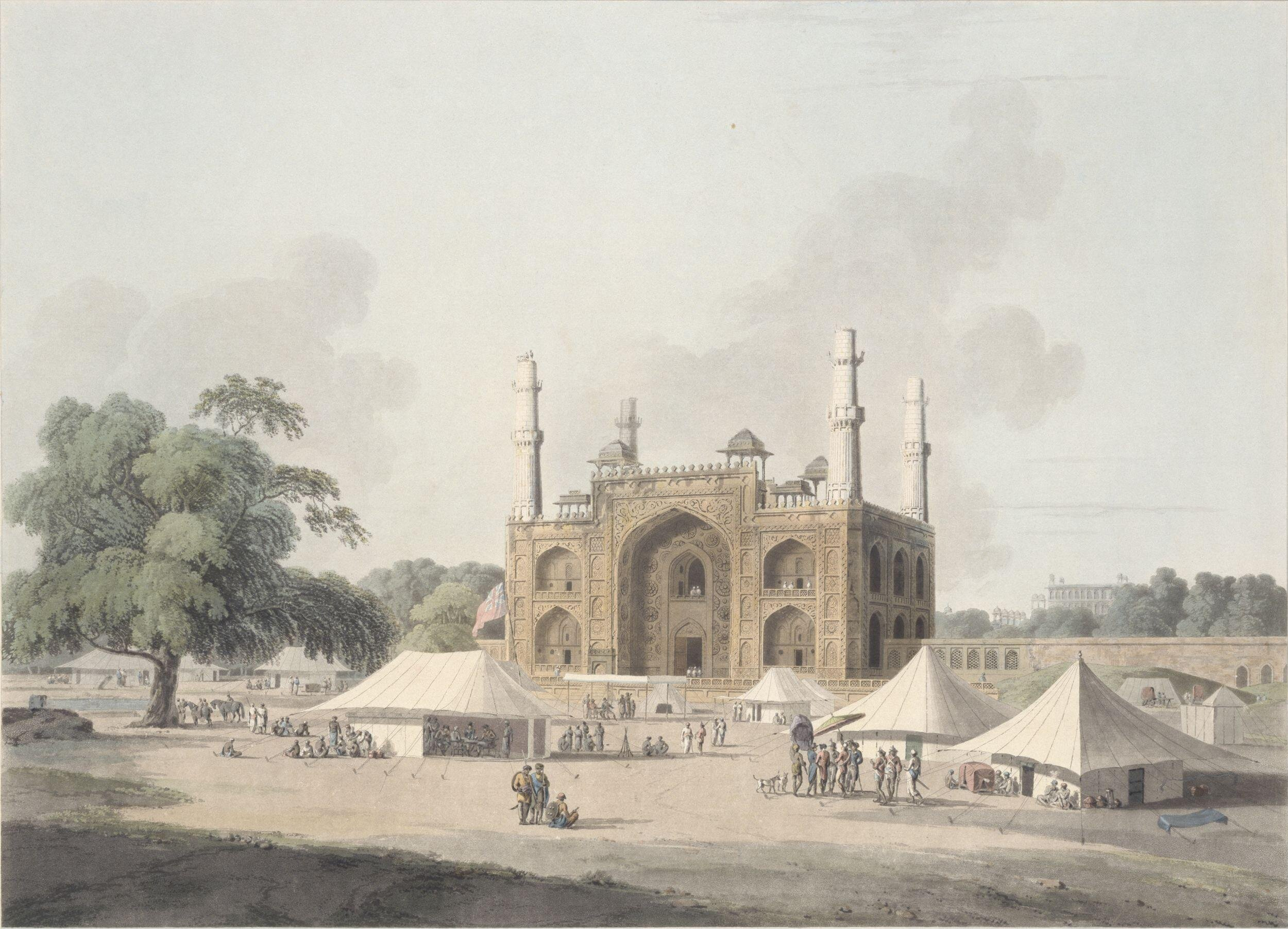
アクバル廟

治世の末期にはデカン地方に進出し、1591年から1600年にかけてデカンにあったデカン・スルターン朝（ビジャープル王国、ゴールコンダ王国、アフマドナガル王国、ビーダル王国、ベラール王国、アフマドナガル王国）と戦って版図を南に大きく広げた。アクバルはこの時期、同じくムスリム5王国と対立していた南インドのヴィジャヤナガル王国のヴェンカタ2世と何度も書簡のやり取りをしていた。1600年にはアクバルの使節がヴェンカタ2世とヴィジャヤナガル王国の首都チャンドラギリで面会している。
サリーム、ムラード、ダーニヤールの三人の息子が生まれたが、ムラードとダーニヤールは早世し、アクバルの晩年には長男のサリームのみが生存していた。アクバルはサリームを幼少から甘やかすことはなく育てたが、サリームは父親に青年期から反抗的で、そのため両者の関係は悪く、サリームはアヘンを吸引していた（その複雑な関係は1614年ごろに描かれたムガル絵画からもうかがえる）。
そのため、サリームとは仲が悪く、後継者問題で失意の晩年を送ることとなった。1600年、サリームはアクバルに反旗を翻して挙兵し、和解のために父が送ったアブル・ファズルを殺害した。これを受けてアクバルは1604年、サリームを討伐するためサリームの本拠であるアラーハーバードへと進軍したが、アクバルの母ハミーダが倒れたことで軍を引き上げ、やがてサリームが謝罪することで和解が成立した。
1605年10月3日に赤痢が発症し、回復しないまま同年10月27日に崩御した。アクバルの崩御後、サリームが第4代皇帝ジャハーンギールとして即位した。アクバルの遺骸はアーグラ近郊のシカンドラーに運ばれて葬られ、その地にアクバル廟が建設された。

## 関連作品
映画
- 偉大なるムガル帝国（ヒンディー語版）（1960年、インド、監督：K・アースィフ、主演：プリトヴィーラージ・カプール）